# 벼룩시장배 국제 남자 챌린저 테니스 대회
벼룩시장배 남자 챌린저 테니스 대회는 대한민국 강원특별자치도 춘천에서 개최되는 프로 테니스 대회였다. 코트 종류는 하드 코트이다. 현재 ATP 챌린저 투어에 속한다. 2005년 처음 시작된 이 대회는 2008년까지 부산에서 개최되었으며, 2009년부터 장소를 춘천으로 옮겨 열렸지만, 그 이후로는 열리지 않았다.

## 역대 결승

### 단식
| 연도   | 우승          | 준우승            | 스코어              |
| ------ | ------------- | ----------------- | ------------------- |
| 2005년 | 비외른 파우   | 지몬 그로일       | 6–1, 6–2            |
| 2006년 | 다나이 우돔촉 | 폴 골드스타인     | 6–2, 6–0            |
| 2007년 | 이보 미나르   | 빅토르 트로이츠키 | 7–6(2), 6–7(7), 6–3 |
| 2008년 | 이보 미나르   | 앨릭스 보고몰로브 | 6–0, 2–0 기권       |
| 2009년 | 루옌쉰        | 이고르 시슬링     | 6–2, 6–3            |
| 2010년 | 열리지 않음   | 열리지 않음       | 열리지 않음         |

### 복식
| 연도 | 우승                        | 준우승                                | 스코어            |
| ---- | --------------------------- | ------------------------------------- | ----------------- |
| 2009 | 안디스 유슈카 드미트리 시탁 | 산차이 라띠왓 손찻 라띠왓             | 3–6, 6–3, 10–2    |
| 2008 | 릭 더 푸스트 애슐리 피셔    | 요한 브룬스트룀 예안 율린 로예르      | 6–2, 2–6, 10–6    |
| 2007 | 라지브 램 바비 레이놀즈     | 릭 더 푸스트 피에르 뤼도비크 뒤클로스 | 6–0, 6–2          |
| 2006 | 알렉산더 페야 비외른 파우   | 산차이 라띠왓 손찻 라띠왓             | 6–7(3), 6–3, 10–6 |
| 2005 | 애슐리 피셔 트립 필립스     | 산차이 라띠왓 손찻 라띠왓             | 7–5, 6–3          |

## 같이 보기
- 삼성증권배 국제 남자 챌린저 테니스 대회
- 부산 오픈 국제 남자 챌린저 테니스 대회